# 미셸 바크먼

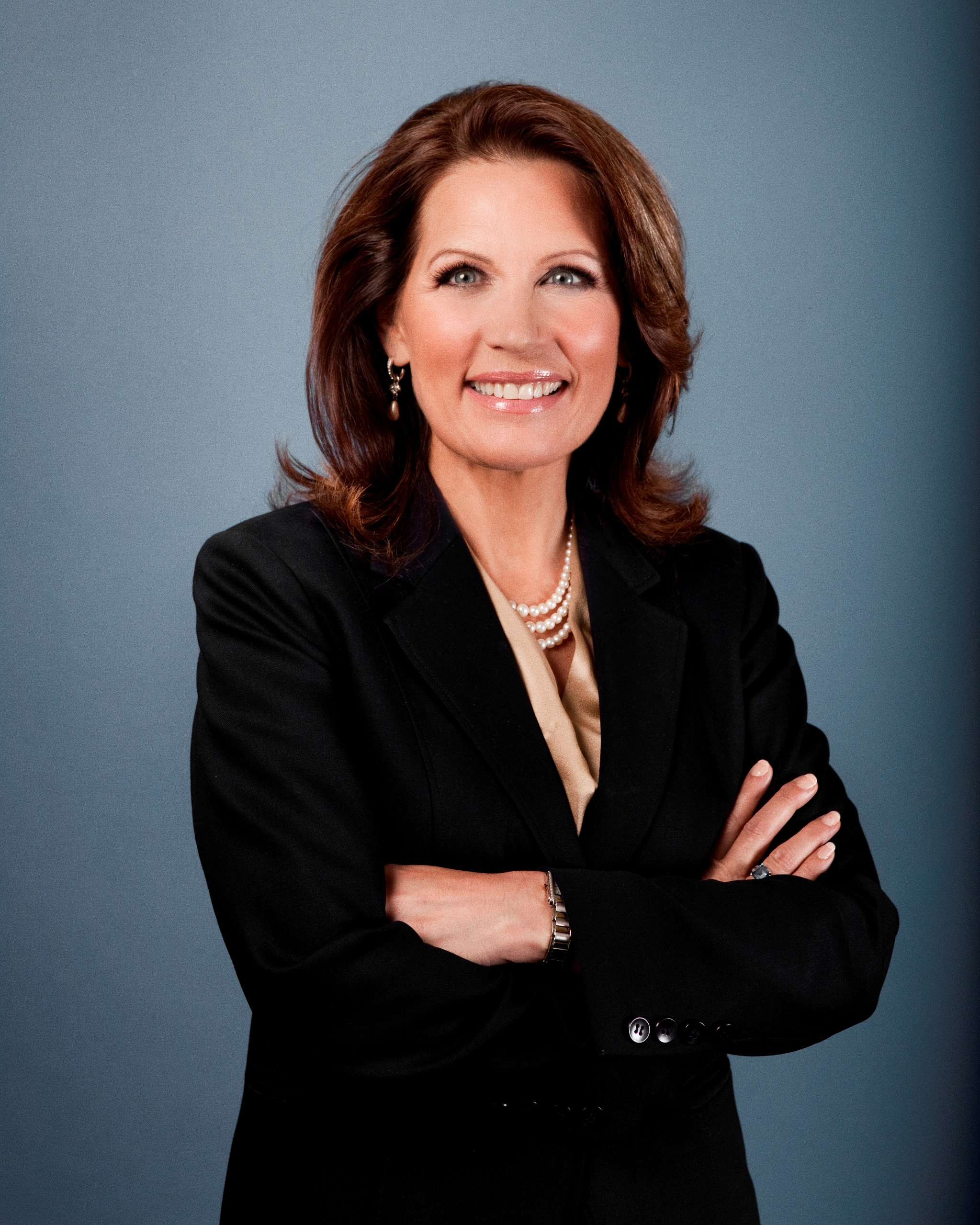
미셸 바크먼

미셸 마리 바크먼(영어: Michele Marie Bachmann, 1956년 4월 6일 ~ )은 미국의 여성 정치인이다.
아이오와 주에서 태어났으며, 결혼 전 성은 Amble이다. 미네소타주로 이주하여 미니애폴리스/세인트폴 부근의 어노카에서 성장하였다. 위노나 주립 대학교를 거쳐 오클라호마주의 오럴 로버츠 대학교의 로스쿨을 졸업하고, 버지니아주 윌리엄 앤 메리 대학교에서 세법 법학석사(LLM) 학위를 취득한 후 변호사 자격을 얻었다. 1978년 마커스 바크먼과 결혼하였고, 다섯 자녀를 두었다. 연방 국세청(IRS)에서 근무하다 자녀를 낳으면서 여러 해 동안 자녀들을 키우며 주부로 지내다가 2000년 미네소타주 상원의원 선거에 공화당 소속으로 출마하여 당선되어 2001년부터 주의회 상원의원으로 재직했다. 주의회에서 동성결혼을 합법화하려는 움직임이 있을 때, 이에 대해 반대 운동을 펼치며 이름을 알리는 등 주에서 보수주의를 대표하는 새로운 정치인으로 떠올랐다. 2006년 연방 하원의원 선거에 출마하여 당선되어, 2007년부터 하원의원으로 재직중이다. 그는 2010년 보수주의 정치운동인 티파티를 주도하며 전국적으로 유명해졌고, 2010년 중간 선거에서 공화당이 승리를 거두면서 명성이 더욱 높아졌다. 동성결혼·낙태에 반대하고 정부지출 삭감을 주장하는 보수주의 입장에서 버락 오바마 행정부의 정책을 비판하면서 그 이름을 알리면서 2012년 대통령 선거의 유력한 공화당 후보로 부상하였다. 2011년 6월 대통령 선거 출마를 공식 선언한 이후 각종 여론조사에서 공화당 후보 선호도 1~2위를 다투었고, 8월 13일 아이오와주 에임스에서 열린 비공식 예비투표인 에임스 스트로폴에서 1위를 하며 큰 돌풍을 일으켰다. 그러나 그의 돌풍은 곧 잦아들었다. 2012년 1월 3일 첫 번째 공식 경선으로 그의 고향인 아이오와 주에서 열린 아이오와 코커스에서 저조한 득표율을 보이자 경선 레이스를 포기하기로 하였다.

## 역대 선거 결과
| 선거명      | 직책명                        | 대수  | 정당   | 득표율 | 득표수    | 결과 | 당락                      |
| ----------- | ----------------------------- | ----- | ------ | ------ | --------- | ---- | ------------------------- |
| 2000년 선거 | 상원의원 (미네소타 제56부)    | 82대  | 공화당 | 51.64% | 25,833표  | 1위  | 미네소타 주의원 당선      |
| 2002년 선거 | 상원의원 (미네소타 제52부)    | 83대  | 공화당 | 54.22% | 21,159표  | 1위  | 미네소타 주의원 당선      |
| 2006년 선거 | 하원의원 (미네소테 제6선거구) | 110대 | 공화당 | 50.05% | 151,248표 | 1위  | 미네소테 주 하원의원 당선 |
| 2008년 선거 | 하원의원 (미네소테 제6선거구) | 111대 | 공화당 | 46.41% | 187,817표 | 1위  | 미네소테 주 하원의원 당선 |
| 2010년 선거 | 하원의원 (미네소테 제6선거구) | 112대 | 공화당 | 52.51% | 159,476표 | 1위  | 미네소테 주 하원의원 당선 |
| 2012년 선거 | 하원의원 (미네소테 제6선거구) | 113대 | 공화당 | 50.47% | 179,240표 | 1위  | 미네소테 주 하원의원 당선 |